# Conzieu
Conzieu ist eine französische Gemeinde im Département Ain in der Region Auvergne-Rhône-Alpes. Sie gehört zum Kanton Belley im Arrondissement Belley. Die Bewohner nennen sich Conjolans.

## Lage
Die Gemeinde Conzieu liegt am Gland in der Landschaft Bugey, acht Kilometer südwestlich von Belley. Sie grenzt im Norden an Ambléon, im Osten an Colomieu, im Süden an Arboys en Bugey, im Westen an Groslée-Saint-Benoît, im Nordwesten an Groslée sowie im Nordwesten an Lhuis.

## Bevölkerungsentwicklung
| Jahr                       | 1962 | 1968 | 1975 | 1982 | 1990 | 1999 | 2006 | 2014 | 2021 |
| Einwohner                  | 106  | 99   | 76   | 75   | 79   | 100  | 102  | 147  | 149  |
| Quellen: Cassini und INSEE |      |      |      |      |      |      |      |      |      |

## Sehenswürdigkeiten
- Kirche Saint-Sébastien, Monument historique
- Ruine des Schlosses Montcarrat im Ortsteil Crapéou

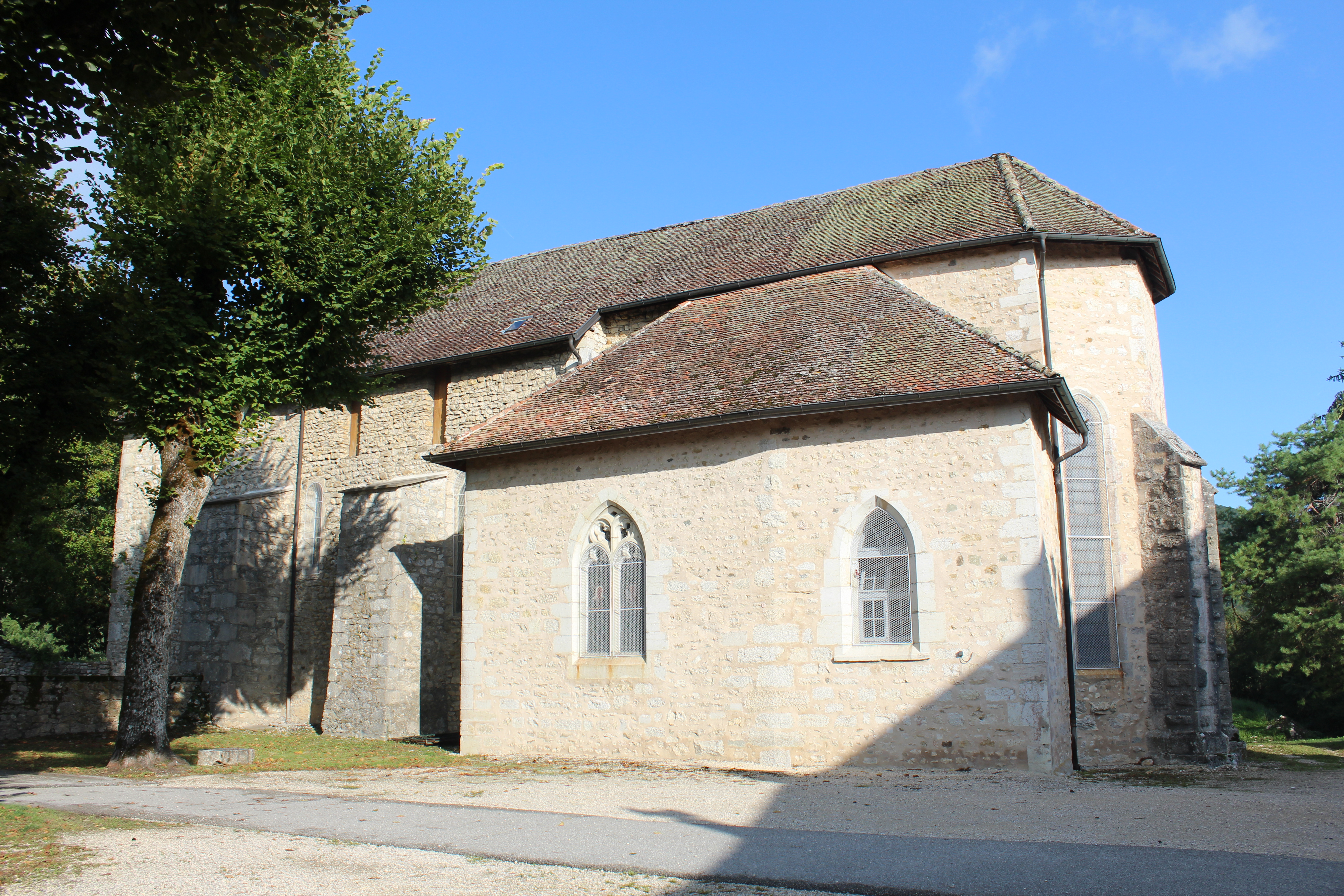
Kirche Saint-Sébastien
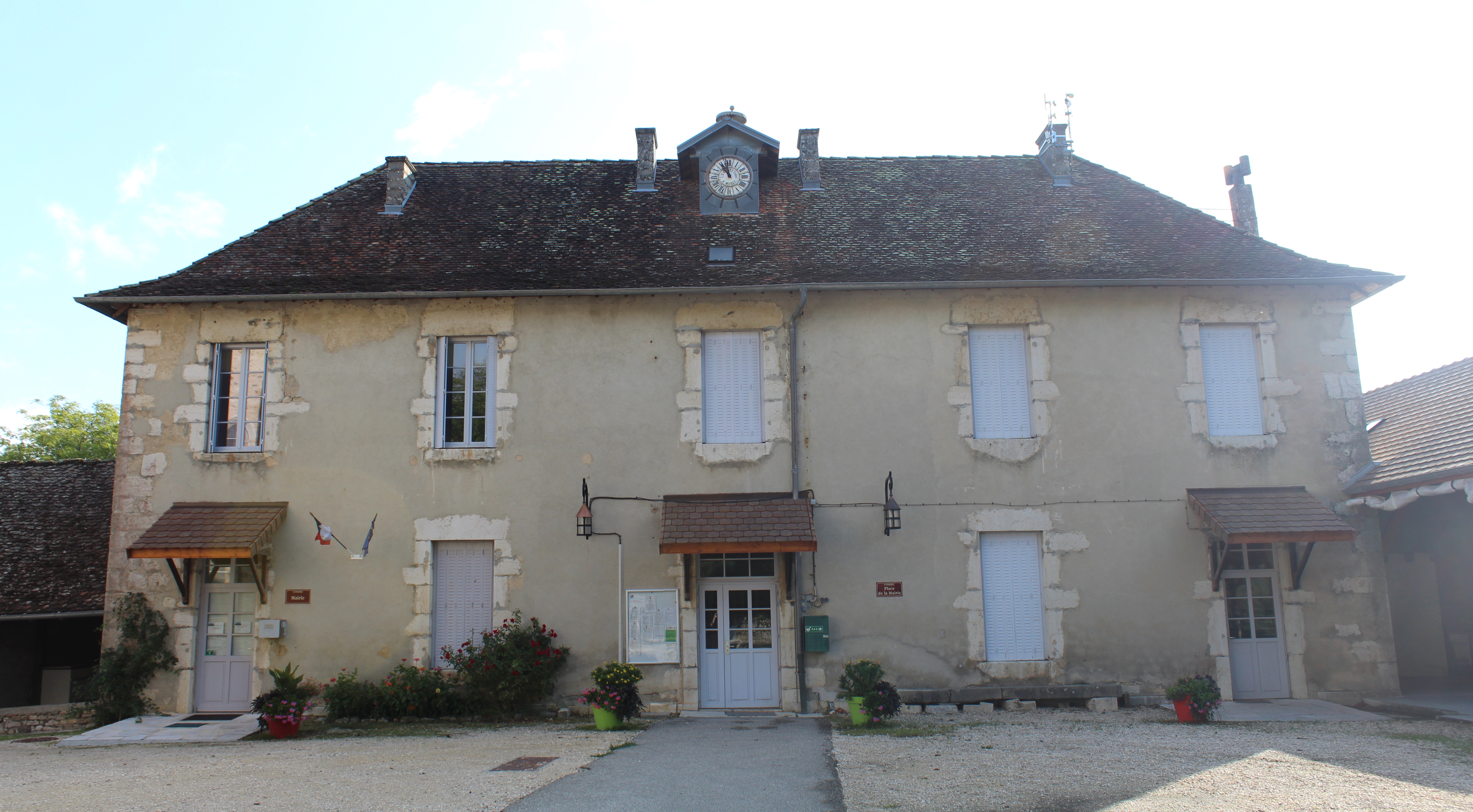
Rathaus (mairie)
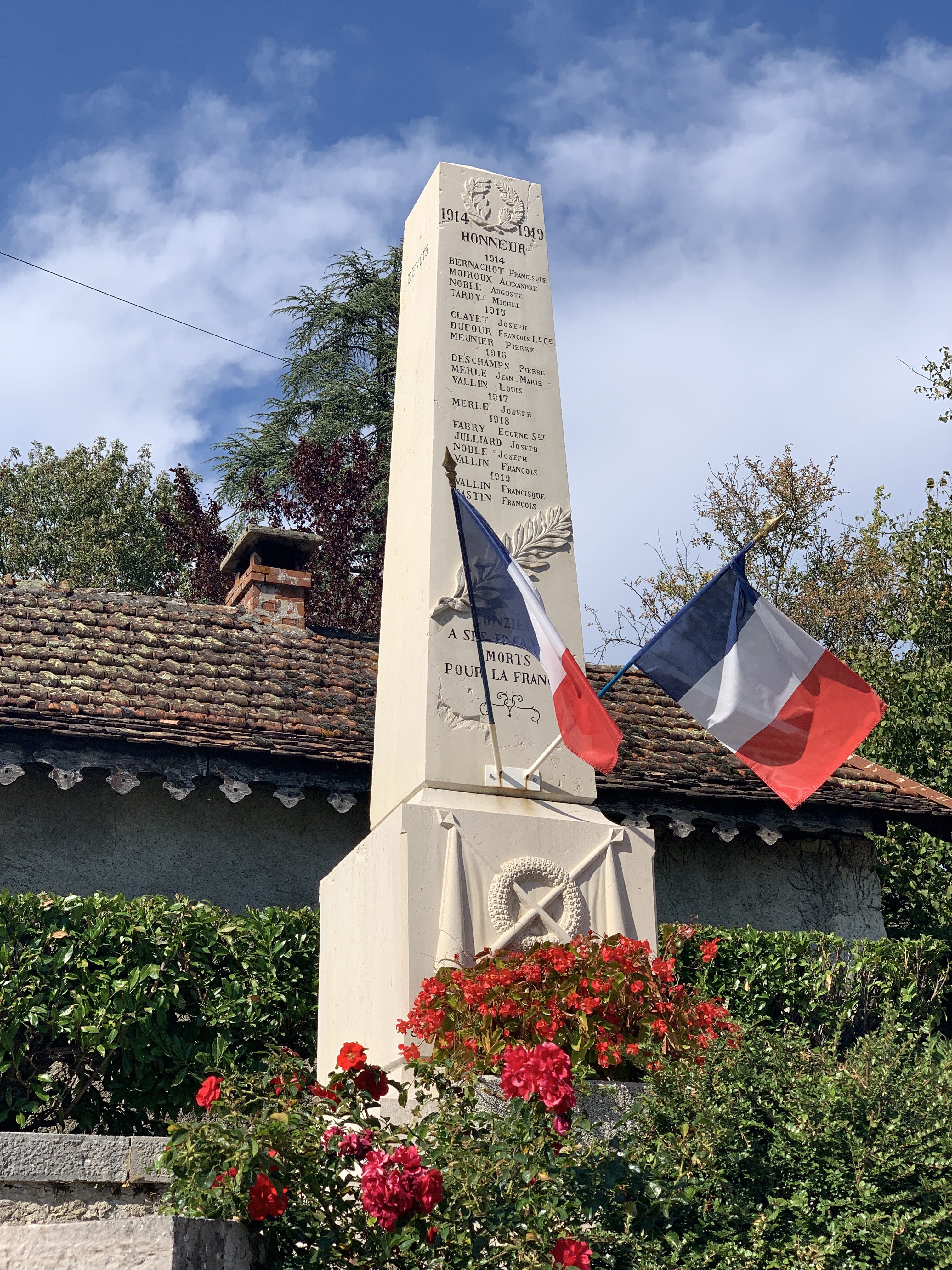
Gefallenendenkmal

## Weinbau
Der Züchter Pierre Landot (* 1900, † 1942) züchtete in Conzieu den Landal Noir und weitere Rebsorten und kämpfte gegen die Reblaus.
Die Rebflächen in der Gemeinde sind Teil des AOC Vin du Bugey.